# Dirk Shafer
Dirk Shafer (Carbondale, Illinois, 1962. november 7. – West Hollywood, Kalifornia, 2015. március 5.) neves amerikai erotikus modell, színész, filmrendező, forgatókönyvíró és Playgirl-sztár.

## Életpályája
A Playgirl magazin 1992-ben az év férfijává választotta. Hosszú ideig a maszkulin heteró ideáljaként könyvelték el. Shafer később Man of the Year címmel filmet rendezett, és eljátszotta benne a főszerepet is. A film saját megpróbáltatásairól szól, hogy miként viselkedik egy rejtőzködő homoszexuális, miközben heteró szexszimbólumot kénytelen játszani.
2008-tól fitneszedzőként és pilátesz oktatóként is dolgozik. 2012-ben egy időre visszatért a Playgirl magazinhoz a 20. évforduló alkalmából.

## Modellként
- Playgirl 1990/12 – aktmodell
- Playgirl Special 1992 – aktmodell
- Men's Workout 1993/1 – testépítő
- The Advocate 1995. 7. 11. – egy illusztrált cikk

## Filmográfia
- Inside Out II (1992) - forgatókönyvíró
- Man of the Year (1995) – színész, rendező, forgatókönyvíró
- Circuit (2001) – rendező, forgatókönyvíró /A film a melegek bulizási szokásait mutatja be. A Coachella Valleyi fesztiválon elnyerte a legjobb filmnek járó díjat.
- Will és Grace (2001) – színész /Blaze szerepében